# فرانك كاردونا
فرانك كاردونا هو لاعب كرة قدم كندي في مركز الوسط، ولد في 18 يونيو 1969 في كندا. لعب مع تورونتو بلِيزارد ‏.